# Писарева, Елена Фёдоровна
Елена Фёдоровна Писарева (Рагозина) (1853, Санкт-Петербургская губерния — 4 августа 1944, Женева) — русский философ, переводчик, писатель. Председатель Калужского теософского общества, вице-президент теософского общества России.

## Биография
Родилась Елена Писарева (девичья фамилия — Рагозина) в 1853 году в Петербургской губернии, в русской семье. Училась в Гейдельбергском университете, владела несколькими языками. Вернулась в Россию, затем вышла замуж за Николая Васильевича Писарева — дворянин, землевладелец (помещик). Жила на заводе Роше Шлиссельбургского уезда Петербургской губернии, где работал супруг Н. В. Писарев. В 1879 году уехала в Калужскую губернию, жила в имении мужа в селе Подборки, недалеко от Оптиной пустыни, в 1909 году Писаревы переехали в Калугу, временно снимали квартиру, а затем жили в своём доме.
В 1880-е годы Елена Фёдоровна познакомилась с теософией, 1905 — член Берлинского отделения Теософского Общества, 1908 — руководила калужским филиалом немецкого Антропософского общества, была знакома с теософами мира. Русские теософы выезжали за границу на лекции, организатором поездок была Е. Ф. Писарева.
Елена Фёдоровна Писарева проводила с 1906 года в Калуге собрания теософов, является председатель Калужского теософского общества, которое было образовано 21 апреля 1909 года, была вице-президентом теософского общества России.
Николай Васильевич Писарев, супруг Елены Фёдоровны, был организатором первого в России теософского издательства «Лотос» в Калуге, книги печатал во флигеле дома. В Калуге были опубликованы ряд статей Писаревой Елены Фёдоровны, а также книги: «Закон причин и следствий» (1911), «Человек, его видимый и невидимый состав» (1912), «Сила мысли и мыслеобразы» (1912), «Перевоплощение» (1913). Перевела на русский «Свет на пути» (1905), «Голос Безмолвия» (1912), была участником международных теософских конгрессах.
В 1922 году уезжает вместе с дочерью Н. Н. Бокка в Италию. Жила в городе Удине, участвовала в работе русского зарубежного теософского общества, работала в редакции теософского журнала «Вестник», в 1924 году организовала общество «Союз служения России».
Умерла Е. Ф. Писарева 4 августа 1944 года в городе Женеве.

## Труды
Сочинения
- Перевоплощение. Калуга, 1913.

- Человек, его видимый и невидимый состав. Калуга, 1912.

- Закон причин и следствий. Калуга, 1911.

- Сила мысли и мыслеобразы. Калуга, 1912; Минск, 1991.

Переводы и предисловия
- Свет на пути. 1-4 изд. Москва, 1905, 1912.

- Брахман Чаттарджи. Сокровенная религиозная философия Индии. Калуга, 1906.

- Э. Баркер. Письма живого усопшего. Барнаул, 1991.

- А. Безант. Теософия и новая психология. Петроград, 1915.

- Е. Блаватская. Голос Безмолвия. Калуга, 1912.